# فسادهای مالی رهبر ایران
فسادهای مالی رهبر ایران شامل آن دسته از پرونده های فساد در ایران می باشند که عوامل آنها بصورت مخفیانه تبرعه شدند.
از این منظر دست رهبری ایران به عنوان یک قدرت برتر و مانع در این پرونده های فساد مالی پیدا شده است.

## جستار های وابسته
- فهرست فسادهای مالی در جمهوری اسلامی
- فساد در ایران
- فساد ۹۲ هزار میلیارد تومانی فولاد مبارکه
- اختلاس‌های مالی در ایران